# Sotiris Balafas
Sotiris Balafas, gr. Σωτήρης Μπαλάφας (ur. 19 sierpnia 1986 w mieście Arta, Grecja) – grecki piłkarz, grający na pozycji defensywnego pomocnika lub obrońcy.

## Kariera piłkarska

### Kariera klubowa
W 2002 rozpoczął karierę piłkarską w miejscowym klubie Anagennisi Arta. Latem 2005 za 80 tys. euro przeszedł do PAOK-u Saloniki, w którym rozegrał 108 spotkań ligowych. W 2009 został wypożyczony do PAS Janina, a w 2010 do PAE Ergotelis. 18 sierpnia 2012 jako wolny agent podpisał kontrakt z Howerłą Użhorod. W czerwcu 2014 po wygaśnięciu kontraktu opuścił zakarpacki klub. W latach 2014-2017 grał w klubie Veria F.C.

### Kariera Reprezentacyjna
Powołany do kadry narodowej na eliminacje do Mistrzostw Europy do lat 21, a następnie do kadry młodzieżowej podczas międzynarodowych meczów towarzyskich. Zadebiutował podczas meczu z Danią 7 października 2005 roku. Podczas swoich 11 występów w kadrze narodowej rozegrał na boisku 812 minut oraz otrzymał 6 żółtych kartek.

## Sukcesy i odznaczenia

### Sukcesy klubowe
- wicemistrz Grecji: 2011